# Lucas Chacana
Lucas Nicolás Chacana  (San Miguel de Tucumán, 16 de junio de 1993) es un futbolista argentino que juega como delantero en Cipoletti del federal A, tercera categoría del futbol argentino.

## Clubes
| Club                 | País      | Año       | PJ | Anotado |
| -------------------- | --------- | --------- | -- | ------- |
| San Martín (T)       | Argentina | 2012-2015 | 83 | 13      |
| Huracán              | Argentina | 2016-2017 | 24 | 1       |
| Tigre                | Argentina | 2017      | 3  | 0       |
| Atlético de Rafaela  | Argentina | 2018      | 2  | 0       |
| Los Andes            | Argentina | 2018-2019 |    |         |
| Deportivo Morón      | Argentina | 2019-2020 |    |         |
| CSM Politehnica Iași | Rumania   | 2020-2021 |    |         |
| Chaco For Ever       | Argentina | 2022-     |    |         |

 CIPOLLETTI arg 2022